# Storia della donna nel cristianesimo
(Paolo di Tarso, Lettera ai Galati 3,28)

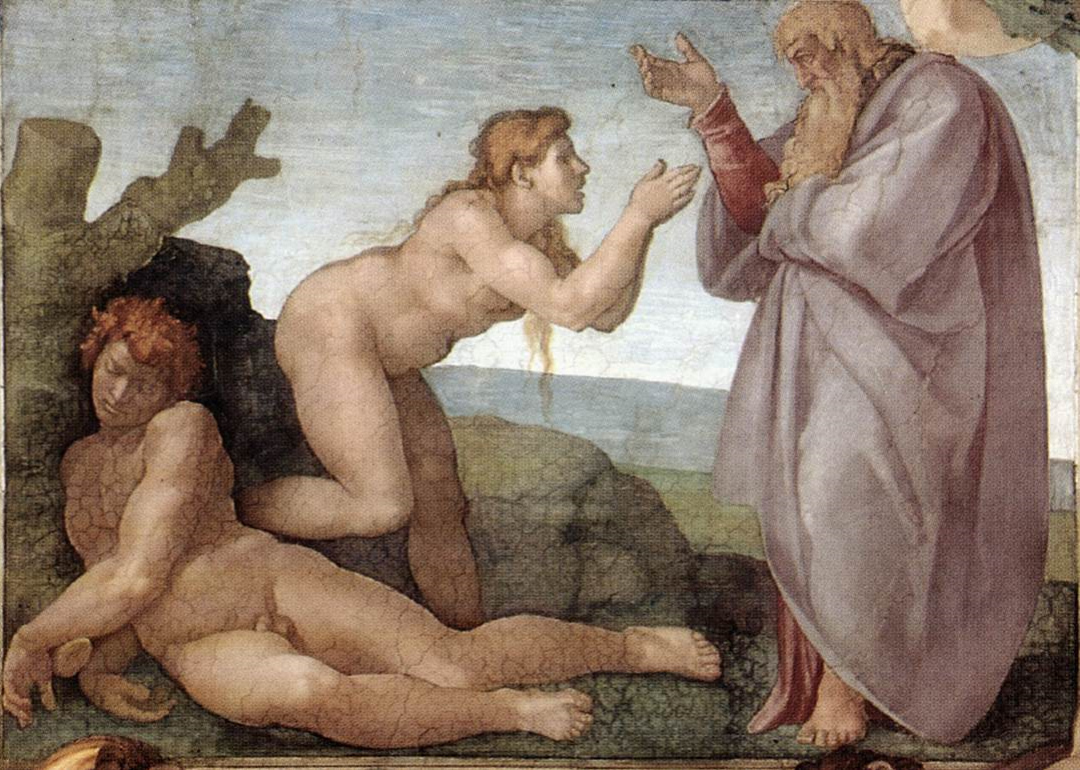
La creazione di Eva (Michelangelo, Cappella Sistina)

La donna nella storia del cristianesimo ha ricoperto una serie di ruoli, in particolare nell'ambito del monachesimo, della cura della salute, dell'educazione e dell'attività missionaria. Fino in epoca contemporanea, le donne erano escluse dai ministeri episcopali e clericali in alcune Chiese cristiane; di contro, un numero significativo di donne ha esercitato la sua influenza sulla vita della Chiesa, a partire dalle contemporanee di Gesù Cristo, passando per sante, teologhe, Dottoresse della Chiesa, missionarie, badesse, suore, mistiche, fondatrici di istituti di vita religiosa, leader militari, sovrane e martiri.
La cristianità è sorta in seno a società patriarcali che ponevano gli uomini in posizioni di autorità nel matrimonio, nella società e nel governo e, nonostante restringesse l'accesso al sacerdozio ai maschi, nei suoi primi secoli ha offerto alle donne un migliore status sociale e per questo ha trovato consenso nella comunità femminile. Con l'eccezione delle Chiese orientali, nella maggior parte delle confessioni le donne hanno rappresentato la maggioranza dei praticanti delle funzioni religiose dal cristianesimo primitivo all'epoca presente. In seguito, in qualità di monache, le donne hanno avuto un ruolo importante nel cristianesimo attraverso conventi e abbazie, e hanno continuato nel corso della storia a essere attive nella fondazione di scuole, ospedali, case di cura e insediamenti monastici. Le donne rappresentano la grande maggioranza dei membri della vita consacrata nella Chiesa cattolica, la chiesa cristiana più diffusa. Dal XX secolo, l'ordinazione femminile si è diffusa in alcune chiese protestanti. Le donne laiche sono state molte attive nel quadro generale della vita delle chiese, supportando le comunità delle parrocchie.
Nella Chiesa cattolica, nella Chiesa ortodossa e nel luteranesimo, a Maria, la madre di Gesù, è riservata una particolare venerazione, che la assurge a modello di virtù materne centrali nella loro visione del cristianesimo. La devozione mariana non è invece una caratteristica del cristianesimo riformato.

## Antico Testamento

### Genesi
(Genesi 1,27; 2,23; 3,16)
La Bibbia inizia proprio con un racconto cosmogonico nel quale uomo e donna sono creati insieme, tanto da arguirne una perfetta simmetria e la medesima dignità.
Ma è il secondo racconto della creazione che ha avuto più fortuna, quello nel quale la donna, generata a partire dall'uomo, tradisce Dio e l'uomo, e porta il peccato nel mondo.
L'asimmetria viene anticipata nell'Eden con il riconoscimento di un ruolo "strumentale" della donna rispetto all'uomo, essendo la donna riconosciuta come "aiuto" all'uomo: «Dio plasmò con la costola, che aveva tolta all'uomo, una donna e la condusse all'uomo» (Gn 2, 22), perché «non è bene che l'uomo sia solo: gli voglio fare un aiuto.» (Gn 2, 18).
Il peccato originale, compiuto per primo dalla donna (Gn 3, 6), istituzionalizza l'asimmetria di ruolo tra i due generi. Dopo il peccato le caratteristiche dell'uomo e della donna sono distinte: l'uomo deve faticare per procurarsi il cibo («il suolo … Con dolore ne trarrai il cibo … con il sudore del tuo volto mangerai il pane», Gn 3, 17-19), mentre la donna è caratterizzata dalla condizione di madre e dall'attrazione-sottomissione verso l'uomo («Moltiplicherò i tuoi dolori e le tue gravidanze, con dolore partorirai figli. Verso tuo marito sarà il tuo istinto, ma egli ti dominerà», Gn 3, 16).
Vengono qui enunciate due caratteristiche fondamentali della femminilità, le quali si caratterizzano tradizionalmente come costanti nella donna: la maternità, legata alla procreazione, e la sua incapacità di esercitare potere sopra l'uomo.
Dal testo originale non emerge alcunché di sessuale, ma l'aver mangiato dell'albero della conoscenza del bene e del male viene spesso collegato alla scoperta della sessualità. Da ciò seguono le interpretazioni della prima donna, Eva, come colpevole e seduttrice.

### Condizione femminile nell'ebraismo antico
Il Vecchio Testamento tratteggia una società patriarcale e maschilista, in linea con il suo tempo.
La donna ebraica doveva fare i conti con la Legge che limitava le sue libertà considerevolmente: per esempio durante le mestruazioni era considerata impura ed era impuro tutto ciò che da lei veniva toccato in quei giorni.
Tuttavia non sono mancati nell'Antico testamento personaggi femminili di rilievo: è il caso di Debora, che raggiunse quella che ai tempi era la più alta carica amministrativa, quella di Shofetim, cioè giudice e governatore; ma bisogna ricordare anche Tamar, la nuora di Giuda, che si prostituì e concepì Perez e Zerach, da cui discenderà il santo profeta re Davide e tutta la sua casa regnante sino a Gesù. Inoltre, un'esaltazione della donna appare nei Salmi e nel Cantico dei Cantici.

## La donna nei Vangeli

### I Vangeli canonici
Nei Vangeli Gesù è presentato vicino ai più deboli, per esempio bambini, lebbrosi e donne.
Con queste ultime Gesù si comporta in modo liberale: difende una prostituta dal linciaggio, dialoga di religione con una samaritana (cioè una reietta, secondo le concezioni ebraiche), permette a una malata (l'emorroissa) di toccarlo e la guarisce per la sua fede. Infine, la vergine Maria riceve l'Annunciazione dell'arcangelo Gabriele ed è presente nel cenacolo degli Apostoli (Atti 1,12-14), uniti dalla preghiera e dalla carità; Gesù risorto si rivela per primo a due donne.
Questo atteggiamento ha di sicuro comportato dello scandalo non solo tra i suoi detrattori, ma anche tra i suoi più intimi. Paolo  nella lettera agli Efesini conferma la pari dignità dei due sessi, dicendo che le gli uomini sono a capo delle donne come Cristo lo é per la Chiesa.

### I Vangeli apocrifi
L'eguaglianza tra uomini e donne nelle comunità cristiane fu difesa nel Vangelo secondo Filippo che fa di Maria Maddalena «la consorte di Cristo. Il Signore amava Maria più di tutti i discepoli e la baciava spesso sulla bocca. Gli altri discepoli allora gli chiesero: - Perché ami lei più di tutti noi? - Il Salvatore rispose chiedendo loro: - Perché non vi amo come lei?», e lo gnostico Dialogo del Salvatore fa di Maddalena, con Filippo e Tommaso, il discepolo preferito «che parlava come una donna che conosceva il Tutto».
Nel Vangelo di Maria, dopo la crocifissione, Maddalena insegna agli apostoli, suscitando la reazione di Pietro, irritato di dover ascoltare lei, «preferita di molto a tutti noi» e Levi gli fa osservare che «se il Salvatore l'ha fatta degna, chi sei tu per rifiutarla? Certamente il Signore la conosce molto bene. Perciò l'ha amata più di noi».

## Le donne delle comunità cristiane primitive

### Le posizioni delle lettere di Paolo
(Dalla Prima Lettera ai Corinzi (1Cor 11, 3 - 9))
Si fa risalire a norme dettate da Paolo di Tarso la sottomissione delle donne nelle comunità cristiane ma la sua posizione appare contraddittoria. Paolo insiste nel tentativo di conciliare la predicata uguaglianza di tutto il genere umano («non esiste più né giudeo né gentile, né uomo né donna», Lettera ai Galati 3,28) con il consiglio alle donne di sottomettersi ai propri mariti. Nella Lettera ai Romani 16, egli raccomanda la diacona Febe e saluta Giunia, «segnalata tra gli apostoli ed è stata in Cristo prima di me»; nella Prima lettera ai Corinzi (11,5) le donne possono profetizzare ma in 14,34-35
Nella coppia Paolo proclama l'uguaglianza dei due sessi, impone al marito di rispettare la propria moglie, ma ciò non va al di là del talamo coniugale:
In compenso, lo pseudo-Paolo della Prima lettera a Timoteo 3,2 e della Lettera a Tito 1,6 e 2,5 stabilisce che il vescovo sia un uomo e invita le donne «a essere prudenti, caste, dedite alla famiglia, buone, sottomesse ai propri mariti, perché la parola di Dio non venga screditata».
Torna la sottomissione all'uomo, giustificata dal riferimento al Genesi:
I passi «più pesantemente anti-femministi» del Nuovo Testamento si trovano nelle lettere di Paolo, nei versi si commenta come la donna, sia per l'essere stata creata dall'uomo e dopo di lui, che per essere stata ingannata dal serpente' disobbedendo poi al volere divino, sia ritenuta incapace di avere giudizio; ella pertanto è tenuta ad astenersi dall'imporsi sull'uomo. Del resto, Paolo era preoccupato di mantenere l'"ordine" nelle assemblee cristiane, per evitare che dall'esterno arrivassero pettegolezzi e critiche alla nuova setta, che già subiva accuse d'immoralità e di effeminatezza. Perciò insistette su un comportamento sessuale "corretto", compreso l'atteggiamento sottomesso delle donne nelle assemblee.

### Gli gnostici e la parità dei sessi
Nel cristianesimo, l'impressione che Dio sia definito in termini tipicamente maschili, quali "padre", "signore", "re", "giudice", ribaditi anche, dove possibile, nell'iconografia artistica, è stata ulteriormente confermata dalla formulazione del dogma trinitario, che associa all'idea di un "Dio padre" quella di un "Dio figlio", mentre la terza persona della Trinità – neutro nell'espressione greca di pneuma e femminile in quella ebraica di ruah – è tradotta anch'essa nelle lingue europee con il termine maschile di "Spirito".
È tuttavia esistita una tradizione cristiana-gnostica che descriveva Dio in termini di dualità sessuata: una preghiera gnostica recitava «Da Te, Padre, e tramite Te, Madre, i due nomi immortali, genitori dell'essere divino».
Secondo lo gnostico Valentino, pur essendo in realtà indescrivibile, Dio può essere espresso come "Padre e Madre del Tutto", o "Padre Silenzio" (alogia, femminile) dove il "Silenzio" è il grembo che riceve il seme dalla "Fonte ineffabile" generando coppie di energia maschile e femminile. Il valentiniano Marco, che si definisce "grembo ricevente il Silenzio", celebra la messa invocando la Madre, «prima di ogni cosa, incomprensibile e indescrivibile Grazia [charis, femminile]», pregandola di scorrere come il vino dell'offerta.
Lo scritto gnostico La grande rivelazione descrive l'origine dell'universo: dal Silenzio apparve «un grande potere, la Mente [nous, maschile] dell'universo che governa ogni cosa ed è un maschio, e una grande Intelligenza [epinoia, femminile], una femmina che produce ogni cosa», un potere che è uno ed è, insieme, diviso, è «madre, padre, sorella, sposa, figlia e figlio di se stesso, è l'unica radice del Tutto».
Nell'Apocrifo di Giovanni, alla morte in croce di Cristo, l'apostolo Giovanni ha la visione di "una sembianza triforme" che gli dice: «Io sono il Padre, sono la Madre, sono il Figlio» e la Madre è descritta come «la Madre di ogni cosa, perché esisteva prima di tutti, il madre-padre». Qui la Madre appare coincidere con lo Spirito, come si afferma nello gnostico Vangelo secondo Filippo in cui «Adamo è stato fatto da due vergini, lo spirito e la terra vergine», proprio come Cristo, «generato da una vergine» che non è però Maria, ma lo Spirito (femminile), che ha generato unendosi al Padre: infatti, chi crede che Cristo sia stato generato da Maria, moglie di Giuseppe, «non sa quello che dice: quando mai una donna ha concepito da una donna?».
D'altra parte da Salomone «Il Signore ha fondato la terra con sapienza, ha consolidato i cieli con intelligenza;», si trasse che la Sapienza (sophia in greco e hokhmah in ebraico, femminili) generò il mondo e Valentino narra il mito di Sapienza che concepì da sola ogni cosa, identificandosi con Eva, la "Madre di tutti i viventi"; successivamente abortì, introducendo il dolore nella creazione, per governare la quale generò il Dio del Vecchio Testamento. Fu ancora la Sapienza a opporsi a Dio che, «poiché non era adorato o onorato dagli uomini come Dio e Padre, scagliò un diluvio sopra di loro che potesse distruggerli tutti. Ma Sapienza gli si oppose e Noah e la sua famiglia si misero in salvo nell'arca grazie ai raggi di luce che emanavano da lei».
Il primo racconto della creazione in Genesi (1, 27): «E Dio creò l'uomo a sua immagine; a immagine di Dio lo creò: maschio e femmina li creò.», più del secondo, (Genesi 2, 7-24) nel quale la donna è creata successivamente dall'uomo, attira l'attenzione degli gnostici che lo interpretano come una creazione androgina: per Marco Dio, che è Padre e Madre, creò l'essere maschile-femminile, mentre Teodoto di Bisanzio interpreta il passo biblico affermando che «gli elementi maschio e femmina insieme costituiscono la migliore produzione della Madre Sapienza».
Alla grande rilevanza assunta nella gnosi dall'elemento femminile corrispondeva un ruolo importante rappresentato dalle donne nelle comunità gnostiche, anche in quelle nelle quali si era sviluppata una teologia meno radicale sotto l'aspetto "femminista", come la marcionita, che conosceva preti e vescovi donne, la montanista, che sosteneva di essere stata fondata da due donne, Prisca e Massimilla e la carpocraziana, alla quale apparteneva Marcelliana, che andò a insegnare a Roma e affermava di aver avuto insegnamenti da Maria, da Marta e da Salomé.
Presso i valentiniani anche le donne erano preti e predicavano e profetavano allo stesso titolo degli uomini e il vescovo cattolico Ireneo racconta scandalizzato di Marco che eleva preghiere a Grazia, «colei che è prima di ogni cosa», a Sapienza e a Silenzio, invita le donne a profetare e permette che esse celebrino l'eucaristia.

### La reazione anti-gnostica di Ireneo e Tertulliano
Quando Ireneo scriveva, nella seconda metà del II secolo, era in corso la polemica contro le dottrine gnostiche la quale investiva anche il ruolo paritario all'uomo assunto dalle donne in quelle comunità cristiane. Così, anche Tertulliano scriveva: «Queste donne eretiche, come sono audaci! Non hanno modestia, sono così sfrontate da insegnare, impegnarsi nella disputa, decretare esorcismi, assumersi oneri e, forse, anche battezzare!». E decretava: «Non è permesso che una donna parli in chiesa, né è permesso che insegni né che battezzi, né che offra l'eucaristia, né che pretenda per sé una parte in qualunque funzione maschile, per non parlare di qualunque ufficio sacerdotale». Anche Clemente, nella Lettera ai Corinzi riteneva di raccomandare alle donne di «ben accudire alla casa, attenendosi alla norma della sottomissione e a essere assai prudenti [...] rendano palese la moderazione della loro lingua mediante il silenzio».

## Il periodo tardo-antico

### La sottomissione della donna nelle comunità cristiane a partire dal III secolo
Nel III secolo, la separazione e sottomissione delle donne agli uomini nelle comunità cristiane, organizzate come le sinagoghe, nelle quali le donne ebree erano da sempre escluse dall'attiva partecipazione al culto, è compiuta. È possibile che una rilevante presenza di giudei, per quanto ellenizzati, abbia favorito e imposto questo processo di emarginazione che tuttavia dovrebbe avere una spiegazione più generale nell'avvenuto inserimento, nelle comunità cristiane, di molte famiglie delle classi medie, nelle quali, a differenza delle classi inferiori in cui le donne svolgevano pressoché le stesse attività degli uomini, esisteva una più marcata divisione dei ruoli.

### Le donne nella letteratura e nel monachesimo
Fatta eccezione per gli Atti di Perpetua e Felicita (II sec.) la cui attribuzione è in parte ascritta a Tertulliano, Proba ed Egeria sono le prime ricche nobildonne cristiane ad avere lasciato dei documenti scritti nel IV secolo.
Questo periodo si contraddistingue per la presenza di ricche nobildonne colte, che sanno leggere e scrivere in latino, fondano monasteri nelle proprie dimore e all'estero, di cui resta testimonianza nelle lettere di alcuni Padri della Chiesa.
Santa Macrina fonda una comunità femminile ad Annesi, precedendo di vari anni il monachesimo cenobitico dei fratelli Basilio e Gregorio.
Paola di Roma e la figlia Eustochio entrano a fare parte del circolo intellettuale di santa Marcella sull'Aventino e poi seguono san Girolamo a Betlemme, parlando latino, greco e un ebraico migliore del suo direttore spirituale.
Marcella è interrogata dai sacerdoti romani sui passi biblici per conto di Girolamo e prende parte alla controversia origenista.
Melania l'Anziana fonda con Rufino di Aquileia un doppio monastero sul Monte degli Ulivi, convince Evagrio Pontico ad indossare l'abito monastico ed è l'unica persona con la quale Evagrio discute di teologia.
La nipote Melania la Giovane, persi i due figli maschi, convince il marito a farsi monaci, libera le schiave, trasforma la casa in monastero domestico e si dedica ai lavori manuali, ponendo su un piano paritario schiave e padrone.
Olimpia di Nicomedia fonda una comunità femminile a Santa Sofia, attirando alcune centinaia di monache provenienti da famiglie senatoriali romane.
Oltre ai Padri del deserto, nel IV secolo esistono anche delle monache eremite più anziane e ritenute più sante ed esperte nel cammino di ascesi dagli altri eremiti, intorno alle quali sorgevano delle comunità. Venivano chiamate col titolo ebraico di Amma (madre) corrispondente di abba (padre, per gli abati maschi) I loro apoftegmi furono trascritti da figure maschili.
Ne è un esempio santa Sincletica.

### Agostino
Per Agostino di Ippona (354-430) l'atto d'amore coniugale stesso rimane un peccato, ma tollerabile. Il matrimonio è giustificato da tre funzioni: proles, procreare i figli, fides, essere fedeli per evitare le concupiscenze esterne, e sacramentum, l'indissolubilità del matrimonio come unione divina.

### Isidoro di Siviglia
Per Isidoro di Siviglia (560-636) la madre mater è riconducibile a della "materia" che ha una porta (valva) per la quale l'uomo (vir) trasferisce la sua forza (vis) e fornisce al bimbo l'essenza, andando oltre le affermazioni di Aristotele sostenendo che mulier, moglie, derivi da mollities, mollezza, deducendone il carattere d'infamità della donna.

### La questione linguistica del terminehomoal concilio di Mâcon
Nel 593 si tenne un concilio regionale a Mâcon, in Francia, cui parteciparono 21 vescovi. Di questi uno, facendo confusione tra i termini latini vir, uomo nel senso di "maschio", e homo, cioè "essere umano", sostenne che la donna non poteva essere definita "essere umano". Egli non poneva il problema se la donna potesse essere definita "essere umano", ma semplicemente se essa potesse essere chiamata con il nome "homo". In altri termini, il sostantivo "homo" significa "essere umano maschio" oppure "essere umano" a prescindere dal sesso? Citando la Sacra Scrittura i vescovi dimostrano che "homo" deve essere inteso nel secondo senso, e la questione non entrò neanche negli atti ufficiali del concilio.
Su tale divagazione, linguistica e non dottrinale, l'unica fonte a disposizione è Gregorio di Tours nell'Historia Francorum.

## Il Medioevo
Secondo il medioevalista Jacques Le Goff proprio nella società cristiana medioevale si ebbe un miglioramento della condizione femminile, che venne perso nel XIX secolo con l'instaurazione dei valori borghesi nella società cristiana.
Tra le figure femminili importanti nel cristianesimo medievale:
- Matilde di Canossa: potente feudataria al tempo della lotta per le investiture, che fece da mediatrice tra Gregorio VII ed Enrico IV.
- Monica: mistica e madre del filosofo Agostino di Ippona.

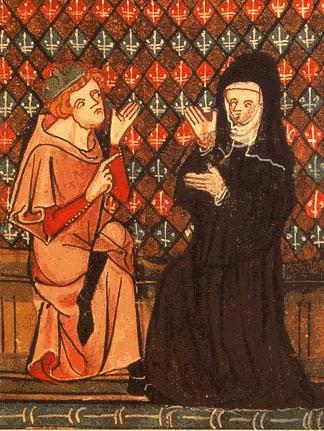
Raffigurazione dei monaci Abelardo e Eloisa in un manoscritto del Romanzo della Rosa

- Ildegarda di Bingen: (1098-1179) Mistica, scrittrice, musicista, cosmologa, artista, drammaturga, guaritrice, linguista, naturalista, filosofa, poetessa, consigliera politica, profetessa e compositrice.
- Chiara d'Assisi: il suo percorso si svolge in sintonia e in parallelo con quello di Francesco d'Assisi, entrambi fondatori di ordini religiosi.
- Eloisa (1101-1164): un'altra celebre coppia di monaci impegnati nel cristianesimo medioevale è quella di Eloisa e Abelardo, monaco e filosofo.
- Beghine.
- Margherita Porete: nata in Belgio intorno al 1250-1260, mistica è autrice del libro Lo Specchio delle anime semplici annientate, un'opera in forma di dialogo tra Anima, Dama Amore, Cortesia, Intendimento d'Amore, Ragione, Intendimento di Ragione e Virtù, questi i nomi dei personaggi che animano il dialogo. Dovette comparire davanti al tribunale ecclesiastico dell'Inquisizione per rispondere dell'accusa di eresia. In questo processo ebbe dalla sua parte diversi ecclesiastici che rischiando in proprio la difesero, tra questi Giovanni, frate minore rappresentante dei movimenti spirituali più avanzati dell'epoca; Franco, cistercense dell'abbazia di Villers in Brabante rappresentante della tradizione monastica; Goffredo de Fontaines, teologo molto conosciuto all'epoca ed ex rettore dell'Università di Parigi rappresentante della scuola teologica ufficiale e del clero secolare. Alcuni di questi come il sacerdote Guiard de Cressonessart, vennero a loro volta imprigionati e condannati. Margherita dopo essere stata imprigionata per un anno e mezzo venne infine condannata definitivamente e consegnata alle autorità civili per l'esecuzione della condanna al rogo che verrà eseguita nel 1310 in una piazza di Parigi di fronte ad una folla enorme e alle più alte autorità civili ed ecclesiastiche.
- Brigida di Svezia (1303-1373) Religiosa e mistica svedese, fondatrice dell'Ordine del Santissimo Salvatore. Sposata, ebbe otto figli. Non risparmiò dure ammonizioni in tema di riforma morale del popolo cristiano. Canonizzata nel 1391 e dichiarata compatrona d'Europa nel 1999.
- Caterina da Siena: (1347-1380) Mistica cattolica, inizialmente semianalfabeta, imparò a leggere e a scrivere e tuttavia la maggior parte dei suoi scritti e delle sue corrispondenze furono dettate. Espose la necessità di riformare i costumi del clero. Canonizzata nel 1461, dichiarata patrona d'Italia nel 1939, Dottore della Chiesa nel 1970, e compatrona d'Europa nel 1999.
- Giovanna d'Arco: (1412–1431) Essenziale nella liberazione delle terre francesi dal dominio inglese, venne accusata di stregoneria (ma, dopo pochi giorni, l'accusa fu mutata in eresia) e consegnata dagli inglesi a un tribunale presieduto dal vescovo di Beauveais Pierre Cauchon e dal vicario dell'Inquisizione di Rouen, Jean Lemaistre, che la processò e infine giustiziò sul rogo, la condanna inflitta agli eretici relapsi. L'accusa di eresia a carico di Giovanna d'Arco era ovviamente falsa e nascondeva una volontà politica. Il processo "farsa" a Giovanna d'Arco fu possibile in quanto il potere secolare inglese condizionava pesantemente ogni atto delle autorità ecclesiastiche locali.[47] Finita la guerra dei Cento Anni, la Chiesa intervenne ad annullare il processo, riabilitandola, e fece condannare, postumamente, il principale accusatore.[48] Oggi è considerata Santa e Patrona di Francia.[Nota 6]
- Irene d'Atene: 752-803. Prima imperatrice bizantina regnante, venerata come santa dalla Chiesa ortodossa.

### Tommaso d'Aquino
Tommaso d'Aquino dedica alla posizione della donna rispetto all'uomo e rispetto a Dio alcune questioni da lui dibattute e risolte nella sua Summa Theologiae.
Nella questione 90, relativa alla creazione dell'essere umano (homo) e quindi dell'anima introduce le seguenti problematiche sequenziali: per primo la creazione dell'anima e dell'uomo, quindi la creazione del corpo dell'uomo e come ultimo passaggio la "produzione" della donna, passaggio che viene discusso nella specifica questione 92.
La questione 92 ruota attorno al "Problema della origine della donna". Tommaso articola la questione in quattro quesiti:
1. all'atto della creazione del mondo c'era bisogno di dare origine alla donna?
2. occorreva che la donna avesse origine dall'uomo?
3. significato della costola d'Adamo
4. se la donna fu formata immediatamente da Dio.

Tommaso d'Aquino osserva che secondo la Genesi 2,22-23 la donna fu l'ultimo essere creato da Dio e non fu creata dal nulla, come tutte le altre creature, ma fu creata da una costola di Adamo. Infatti, scrive Tommaso, «la donna non doveva essere creata nella prima creazione delle cose. Dice infatti Aristotele (De Generatione Animalium 2,3) che la femmina è un maschio mancato. Ma niente di mancato e di difettoso vi doveva essere nella prima istituzione delle cose. Dunque, in quella prima istituzione delle cose la donna non doveva essere prodotta».
Ci si chiede perché Dio abbia creato la donna, se sapeva che essa sarebbe stata la causa del peccato originale: il motivo della sua creazione sta nel fatto che, com'è scritto nella Genesi 2,18, non era bene che l'uomo fosse solo e doveva avere un aiuto simile a lui.
Questo, afferma Tommaso, è unicamente un aiuto alla procreazione, non un aiuto a qualunque altra attività dell'uomo (vir), per la quale anzi sarebbe più conveniente che l'uomo (vir) fosse aiutato da un altro uomo (vir), piuttosto che da una donna. Si comprende perché il sesso maschile (la virtus activa) e femminile (la virtus passiva) siano uniti nelle piante, la cui attività più nobile è la procreazione; negli animali superiori i due sessi sono separati, in modo che si uniscano solo il tempo necessario alla procreazione, perché in loro «vi è qualcosa di più nobile del procreare»; così è per l'essere umano (homo), la cui attività più nobile consiste nella conoscenza, e a maggior ragione i due sessi devono essere distinti nell'essere umano.
Se è perciò vero che, per Tommaso e Aristotele, la femmina - in quanto "natura particolare", ossia confrontata con il maschio - è un "maschio mancato", considerata in sé stessa, nella sua "natura universale", per Tommaso «la femmina non è un essere mancato, ma è, secondo l'intento naturale, ordinata all'attività generativa», preordinata da Dio, che a questo scopo creò sia il maschio che la femmina.
Tommaso ammette la sudditanza della donna all'uomo, indicata nella Genesi 3,16: «sarai sotto la potestà del marito», e in Agostino (Gen. ad Litt. 12,16): «il soggetto attivo [il maschio] è più nobile di quello passivo [la femmina]» ma Tommaso specifica che questa sudditanza non è del tipo riscontrabile nei rapporti fra servo e padrone, «per cui chi comanda si serve dei sottoposti per il proprio interesse», ma del tipo "economico o politico", secondo il quale, secondo Tommaso, il governante (praesidens) si serve dei sudditi per il loro stesso interesse e bene. Questa deve essere la naturale sudditanza della femmina rispetto all'uomo (viro), «poiché l'essere umano (homo) ha per natura un più vigoroso discernimento razionale».
Nell'articolo 2 della questione 92 Tommaso specifica che era conveniente che la donna, diversamente dagli altri animali, derivasse dall'uomo, perché questo fatto conferirebbe maggior dignità al primo uomo (homo) e poi perché «l'uomo (vir) amasse maggiormente la donna e le fosse indissolubilmente unito» non solo per la necessità della generazione ma anche per quella della vita comune nella quale «l'uomo (vir) è il capo della donna».
Nell'articolo 3 Tommaso giudica anche opportuno che Eva abbia avuto origine dalla costola e non da altre parti del corpo di Adamo, in quanto «la donna non deve dominare sull'uomo» (1 Timoteo 2,12) «e per questo non fu formata dalla testa, né deve essere disprezzata dall'uomo come una schiava, e per questo non fu formata dai piedi».
Nella questione 93, articolo 4, Tommaso tratta la tesi di Paolo (1 Corinzi 11,7), secondo la quale «il maschio (vir) è immagine di Dio, la donna (mulier) invece è immagine del maschio». Tommaso precisa che «sia nell'uomo che nella donna si trova l'immagine di Dio quanto a ciò in cui principalmente consiste la sostanza dell'immagine, cioè quanto alla natura intellettiva». Tuttavia, «sotto certi aspetti secondari, l'immagine di Dio che si trova nell'uomo non si trova nella donna: infatti l'uomo è il principio e il fine della donna, come Dio è principio e fine di tutte quante le creature. Quindi l'apostolo [Paolo], dopo aver detto che «l'uomo (vir) è immagine e gloria di Dio, mentre la donna è gloria dell'uomo», mostra perché disse questo, aggiungendo che infatti «non l'uomo deriva dalla donna, ma la donna dall'uomo».

## Il Rinascimento

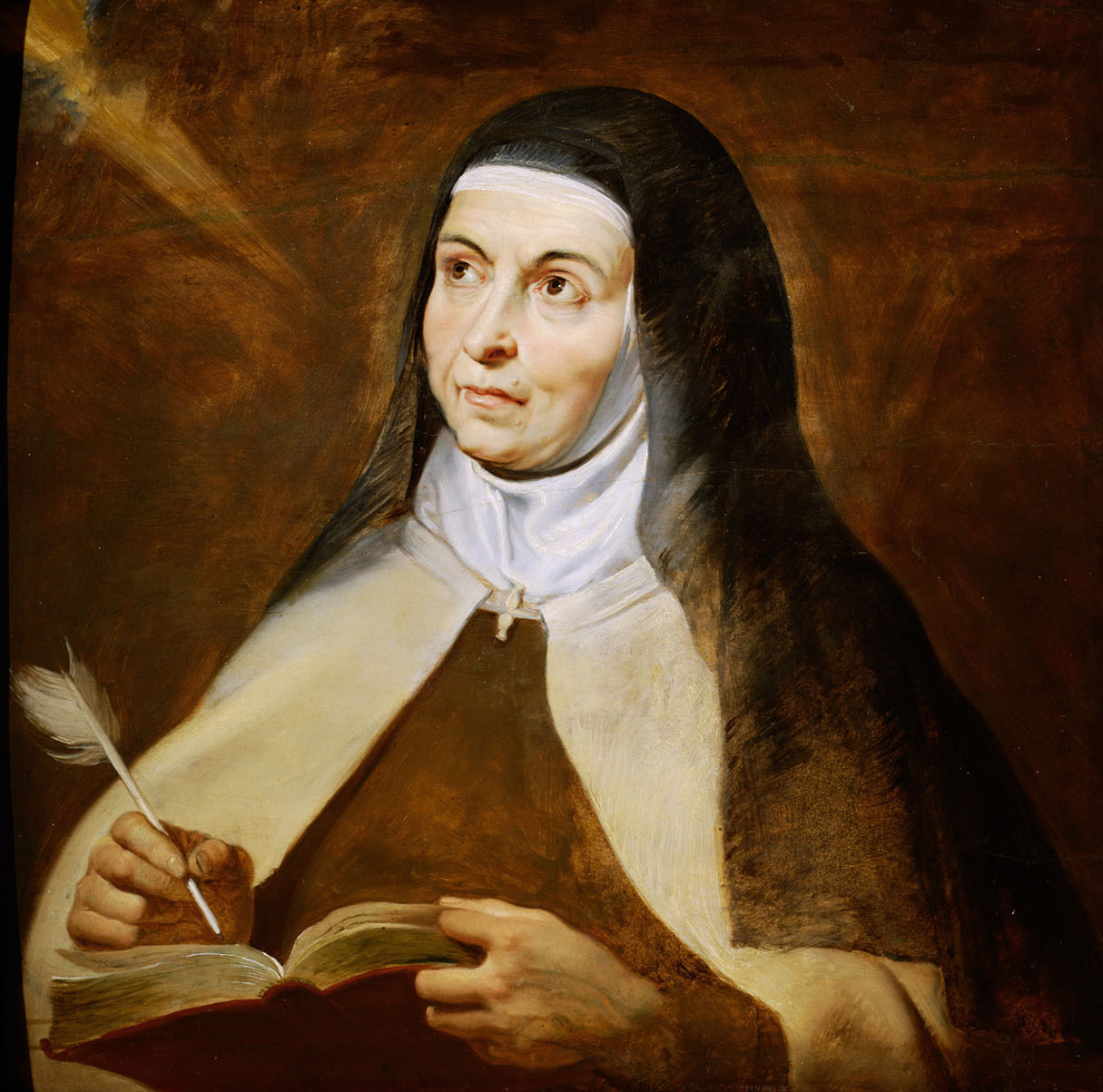
Teresa d'Avila in un ritratto di Rubens, prima donna Dottore della Chiesa

- Caccia alle streghe: Le "cacce alle streghe" si concentrarono soprattutto tra la fine del Quattrocento e la prima metà del Seicento e conobbero due ondate: una dal 1480 al 1520 e l'altra dal 1560 al 1650.
- Caterina da Genova (1447-1510), mistica italiana, canonizzata nel 1737. Di famiglia nobile, contrae un matrimonio di convenienza nel 1463 ma dieci anni dopo, a seguito di una presunta visione mistica, sia lei che il marito vengono colti da una profonda conversione religiosa. Traslocano in una casa modesta e il marito, il principe Giuliano Adorno, entra nel terzo ordine francescano. Caterina giungerà a divenire direttrice dell'Ospedale di Pammatone, fatto molto raro per le donne del tempo e vera fonte d'ispirazione per il rinnovamento della Chiesa cattolica di allora.
- Margherita di Navarra principessa di Angoulème e regina di Navarra: 1492- 1549. Curò una corrispondenza epistolare con Calvino e cercò una mediazione tra chiesa cattolica e mondo protestante.
- Teresa d'Avila: (Spagna) Riformatrice dell'ordine carmelitano. Dottore della Chiesa.

## L'età moderna
- Cristina di Svezia (1626-1689), già regina di Svezia, in seguito a una profonda riflessione filosofica, maturata attraverso rapporti con Cartesio e Pascal, si convertì al Cattolicesimo, rinunciò alla corona e andò a vivere a nell'Urbe sotto la protezione del Papa, divenendo una delle personalità più importanti della Roma barocca.
- Giacinta Marescotti (1585-1640), religiosa italiana del Terzo Ordine francescano, canonizzata nel 1807. Entrata in convento a seguito di una conversione soltanto esteriore, condusse vita mondana e licenziosa fino al 1615, quando, in seguito a una malattia, entrò in una crisi spirituale. Si convertì e si diede a esercizi di penitenza e di perfezione cristiana, dedicando il resto della sua vita ad aiutare il prossimo.
- Margherita Maria Alacoque (1647-1690): francese, monaca dell'Ordine della Visitazione e mistica, insieme al gesuita Claudio de La Colombière, suo direttore spirituale, introdussero e divulgarono il nuovo culto del Sacro Cuore di Gesù che per gli effetti che produsse risultò soprattutto in funzione antigiansenista.
- Anna Katharina Emmerick: monaca agostiniana tedesca (1774-1824). Per questo fu a lungo perseguitata sia all'interno che all'esterno del convento ed ebbe come suoi fedeli amici il suo medico curante, il dottor Franz Wesener, ateo convinto che si dovette ricredere e il poeta Clemens Brentano, che tennero note e diari delle sue visioni.
- Lucretia Coffin Mott: Stati Uniti (1793-1880). Pastore protestante e femminista. Continuamente minacciata malgrado tutto continuò la sua attività di organizzatrice e riformatrice sociale. Autrice di lettere, discorsi e sermoni.
- Susan B. Anthony: Stati Uniti (1820-1906). Stretta collaboratrice di Elisabeth Cady Stanton anche se su posizioni meno radicali. Inizialmente cristiana quacchera alla scissione della sua chiesa sposò le tesi della chiesa quacchera riformista. In seguito trovando incoerenti molti esponenti della sua chiesa decise di aggregarsi al movimento religioso cristiano detto unitarianismo. Infine si disinteressò sempre più delle questioni religiose concentrando il suo impegno solo relativamente alle questioni sociali.
- Francesca Saverio Cabrini (1850-1917), religiosa e missionaria italiana canonizzata nel 1946. Aprì un collegio femminile a Granada, e divenne un simbolo di superiorità per i potenti locali iscrivere a quella scuola tenuta da religiose europee le proprie figlie in età da marito, cattoliche e non. La "Compagnia femminile", fondata dalla Cabrini, la congregazione cattolica delle Missionarie del Sacro Cuore di Gesù, fu la prima sia ad affrontare l'impegno missionario (tradizionalmente prerogativa degli uomini), sia ad essere totalmente autonoma, ovvero non dipendente da un parallelo ramo maschile. Francesca Cabrini valorizzò la religiosità femminile in un modo considerato moderno, adatto ai tempi in cui visse, rispondente a problematiche ancora attuali per via dell'evento migratorio. Promosse l'emancipazione delle capacità di iniziativa femminile.
- Teresa di Lisieux: (Francia Alencon 1873- Lisieux 1897) Esponente del cristianesimo cattolico, monaca carmelitana e mistica. 32º Dottore della Chiesa e terza donna in 2000 anni di storia del cristianesimo ad assurgere al titolo di Dottore. Non ha mai nascosto fino agli ultimi mesi della sua vita[Nota 18] il suo desiderio di poter espandere la sua funzione sacerdotale al punto di divenire presbitero. Tuttavia sul piano pratico essa si è dedicata solo alla sua ricerca mistica e mai ha sostenuto questa teoria.
- Maria Teresa Goretti (1890-1902), martire cattolica, canonizzata nel 1950. La sua vita non fu diversa da quella dei figli di molti lavoratori agricoli del luogo: analfabetismo, denutrizione, lavoro pesante fin dall'infanzia. A 11 anni, prima di ricevere la Prima Comunione, fa proposito di "morire prima di commettere dei peccati." Muore a 12 anni a seguito delle gravi ferite ricevute per difendersi da un tentativo di violenza sessuale, ma perdona l'assassino dal letto di morte - fatto questo che porterà al pentimento e alla conversione di quest'ultimo. L'immagine di Maria Goretti rimase popolare anche presso i non cattolici, al punto che Enrico Berlinguer indicò nel coraggio e nella tenacia della piccola santa un esempio da imitare per le giovani militanti comuniste. A partire dagli anni settanta, in periodo di affermazione del femminismo, la figura di Maria Goretti perse popolarità, in quanto ritenuta dai non cattolici troppo legata a una visione tradizionale della donna, casta, votata alla maternità e al lavoro domestico.
- Edith Stein (1891 -1943): di origini ebraiche nata in Germania e morta in campo di concentramento nazista nel 1943. Filosofa, prima allieva e quindi assistente universitaria del fondatore del pensiero fenomenologico Edmund Husserl divenne Monaca carmelitana.
- Simone Weil (1909 -1943): Francia. Filosofa e mistica. Operaia metalmeccanica e sindacalista di formazione marxista ma molto incline all'anarchismo ha partecipato come miliziana alla guerra civile di Spagna del 1936-1939. Convertitasi al cristianesimo non volle tuttavia mai aderire a nessuna chiesa istituzionale.[54]
- Maria Valtorta: Italia (1897-1961). Veggente e mistica, la sua copiosa produzione letteraria ispirata origina a suo dire "sotto dettatura" del suo angelo custode prima e direttamente dalla voce di Gesù di Nazareth e Maria di Nazareth in seguito.
- Madre Teresa di Calcutta (1910-1997): religiosa albanese di fede cattolica famosa per il suo lavoro tra le vittime della povertà di Calcutta. Premio Nobel per la Pace 1979, beatificata nel 2003 e canonizzata nel 2016. Condanna l'aborto, i metodi di contraccezione, ed il divorzio.[55]

## Posizioni attuali
- Mary Daly (1928 - 2010): Teologa statunitense ed esponente del femminismo radicale religioso. Docente in un'università dei Gesuiti venne licenziata per le sue posizioni tendenti a negare le caratteristiche solo maschili di Dio-Padre.[56]
- Luisa Muraro (1940 - vivente): esponente della Filosofia della differenza e studiosa del linguaggio, occupandosi di mistica femminile, nelle sue opere definisce il prodotto di queste donne religiose con un concetto che gli è proprio di "Teologia in lingua materna" che rimanda a quello di una prassi concreta di produzione creativa di un "ordine simbolico della madre" quale progressivo affrancamento dal già dato "ordine simbolico del padre".[senza fonte]

## Atti degli ultimi pontefici della Chiesa Cattolica relativi alle donne
Papa Paolo VI
È stato il primo pontefice a proclamare, dopo 2000 anni di storia del cristianesimo, dottori della chiesa di sesso femminile. Il 4 ottobre 1970 egli riconobbe questo titolo a Teresa d'Avila e a Caterina da Siena. Sotto il suo pontificato, la Congregazione per la Dottrina della Fede emanò, il 15 ottobre 1976, la dichiarazione Inter Insigniores con la quale si ribadiva l'impossibilità per le donne di accedere al sacerdozio, giustificata con la tradizione della Chiesa: «La Chiesa cattolica non ha mai ritenuto che le donne potessero ricevere validamente l'Ordinazione presbiterale o episcopale. Alcune sette eretiche dei primi secoli, soprattutto gnostiche, vollero affidare esercizio del ministero sacerdotale a delle donne: tale innovazione fu subito rilevata e biasimata dai Padri, i quali la giudicarono come inaccettabile nella Chiesa [...] la Chiesa, chiamando unicamente uomini all'Ordine sacro e al ministero propriamente sacerdotale, intende restare fedele al tipo di ministero ordinato, voluto dal Signore Gesù Cristo e scrupolosamente conservato dagli Apostoli. La medesima convinzione anima la teologia medioevale, anche se i maestri della Scolastica, nel tentativo di chiarire con la ragione i dati detta fede, presentano sovente su questo punto argomentazioni, che il pensiero moderno difficilmente potrebbe ammettere [...].
Papa Giovanni Paolo I
Nell'angelus del 10 settembre 1978, Giovanni Paolo I rivalutò in maniera straordinaria il ruolo della donna nella Chiesa, con un'affermazione che all'epoca fece scandalo: "Noi siamo oggetto da parte di Dio di un amore intramontabile. Sappiamo: ha sempre gli occhi aperti su di noi, anche quando sembra ci sia notte. È papà; più ancora è madre. Non vuol farci del male; vuol farci solo del bene, a tutti. I figlioli, se per caso sono malati, hanno un titolo di più per essere amati dalla mamma." L'interpretazione da parte di papa Luciani del concetto di Dio-madre fu visto con grande diffidenza dalla Curia romana, mentre fu accolta con favore dai fedeli. L'improvvisa morte di Luciani dopo solo 33 giorni di pontificato non permettono di capire quale avrebbe potuto essere l'evoluzione del pensiero di papa Luciani relativamente al ruolo della donna nella chiesa cattolica.
Papa Giovanni Paolo II
Il papa polacco fu autore del primo documento specifico del magistero della Chiesa sulla donna, la Mulieris dignitatem. Seguendo le orme di Paolo VI, il 19 ottobre 1998 nominò Teresa di Lisieux 32º dottore della chiesa, terza donna a fregiarsi di questo titolo che era stato appannaggio degli uomini per circa 700 anni.
In un documento ufficiale della Santa Sede dal titolo Ordinatio Sacerdotalis Giovanni Paolo II è ritornato sulla questione dell'ordinazione sacerdotale confermando l'inammissibilità del sacerdozio femminile secondo le motivazioni espresse nella dichiarazione Inter Insigniores.
In occasione del Giubileo del 2000, papa Giovanni Paolo II fece pubblica ammenda per i peccati commessi nel passato dagli ecclesiastici: tra le sette categorie di peccati menzionati, vennero anche nominati i peccati contro la dignità delle donne e delle minoranze. Inoltre, il 10 luglio 1995 inviò una lettera destinata "ad ogni donna" in cui chiedeva perdono per le ingiustizie compiute verso le donne nel nome di Cristo, la violazione dei diritti femminili e per la denigrazione storica delle donne.
Papa Benedetto XVI
Un documento inerente alle donne è quello del luglio 2004 indirizzato ai vescovi della Chiesa cattolica avente per oggetto il "femminismo radicale" firmato in qualità di cardinale preposto alla Congregazione per la dottrina della fede non essendo stato ancora eletto alla suprema carica della Chiesa Cattolica.
Il 7 ottobre 2012, da papa, ha proclamato Dottore della Chiesa la monaca medievale Ildegarda di Bingen.
Papa Francesco
In un passo dell'esortazione apostolica Evangelii gaudium, Francesco ha parlato del ruolo della donna nella Chiesa. Pur ribadendo l'esclusione delle donne dal sacerdozio, Papa Francesco ha precisato come l'avere il potere di amministrare i sacramenti (che nella chiesa cattolica è prerogativa dei sacerdoti) non rende i sacerdoti più degni degli altri battezzati (e quindi delle donne), perché il loro è un servizio al popolo di Dio. Pertanto ha invitato i teologi a indagare il possibile ruolo della donna negli ambiti dove si prendono decisioni importanti per la Chiesa e ne ha ammesso il voto in particolari contesti sinodali.

## Chiesa Anglicana
Dall'11 novembre 1992 la Chiesa anglicana permette alle donne di diventare sacerdoti, In quasi tutte le province anglicane le donne possono essere ordinate diacono, in molte prete e in alcune anche vescovo. Si osserva inoltre che le funzioni di governatore supremo della Chiesa sono svolte dal Sovrano inglese e che a suo tempo a capo di questa chiesa vi siano state alcune donne, come la regina Elisabetta II o la regina Vittoria.

### Riferimenti
1. ↑   Galati 3,28, su La Parola - La Sacra Bibbia in italiano in Internet.
2. ↑   Charles Y. Glock, To Comfort and to Challenge, University of California Press, 1967,  p. 41, ISBN 9780520004863.
3. ↑  David Murrow, Why Men Hate Going to Church, Nashville, 2005, 2011. ISBN 978-0785232155.
4. ↑   Remigius Bäumer, Marienlexikon, a cura di Leo Scheffczyk, Regensburg, Institutum Marianum, 1994.
5. ↑  Su questo tema ha scritto Piersandro Vanzan, redattore di La Civiltà Cattolica, in Famiglia Oggi n.10, ottobre 1997, "La reciprocità asimmetrica"
6. ↑  Si veda ad esempio Giuliano Ferrara, Mangiare il frutto e avvicinarsi a Dio Archiviato il 28 giugno 2009 in Internet Archive., Il Foglio, 25 agosto 2008
7. ↑  Levitico  Levitico 15,19-31, su laparola.net.
8. ↑  
Vangelo di Giovanni  Giovanni 8,7, su laparola.net.
9. ↑  Vangelo secondo Giovanni  Giovanni 4,4-42, su laparola.net.
10. ↑  Vangelo secondo Marco  Marco 5,25-34, su laparola.net.
11. ↑   At 1,12-14, su La Parola - La Sacra Bibbia in italiano in Internet.
12. ↑  Vangelo secondo Giovanni  Giovanni 4,27, su laparola.net.
13. ↑  Lettera agli Efesini  Efesini 5,22, su laparola.net.
14. ↑  Dialogo del Salvatore III, 139, 12-13
15. ↑  Vangelo di Maria, 17, 18 e 18, 15
16. ↑   Galati 3,28, su La Parola - La Sacra Bibbia in italiano in Internet.
17. ↑   Romani 16, su La Parola - La Sacra Bibbia in italiano in Internet.
18. ↑   1Corinzi 11,5, su La Parola - La Sacra Bibbia in italiano in Internet.
19. ↑   1Corinzi 14,34-35, su La Parola - La Sacra Bibbia in italiano in Internet.
20. ↑   1Timoteo 3,2, su La Parola - La Sacra Bibbia in italiano in Internet.
21. ↑   Tito 1,6, su La Parola - La Sacra Bibbia in italiano in Internet.
22. ↑   Tito 2,5, su La Parola - La Sacra Bibbia in italiano in Internet.
23. ↑  Mary Daly, La Chiesa e il secondo sesso, 1982, pp. 40-44.
24. ↑  Citato da Ippolito, Refutationes V, 6
25. ↑  Ireneo, Adversus haereses I, 13, 2
26. ↑  Ippolito, Refutationes VI, 17-18
27. ↑  Apocrifo di Giovanni, II, 14; V, 7
28. ↑  Vangelo secondo Filippo 71, 19
29. ↑  Vangelo secondo Filippo 55, 25-29
30. ↑  Proverbi 3, 19
31. ↑  Ireneo, Adversus haereses I, 2, 2-3; 4, 1; 5, 1-4
32. ↑  Ireneo, op. cit., I, 30, 10
33. ↑  Ireneo, op. cit., I, 18, 2
34. ↑  Clemente Alessandrino, Excerpta ex Theodoto 21, 1
35. ↑  Ireneo, op. cit., I, 25, 6
36. ↑  Cit., I, 13, 3-5
37. ↑  De praescritione haereticorum, 41.
38. ↑  De virginibus velandis, 9.
39. ↑  Lettera ai Corinzi, I, 1 e XXI, 7
40. ↑  J. Leipoldt, Die Frau in der antiken Welt und im Urchristentum, Leipzig, 1955.
41. ↑   Alle origini della vita monastica - L'Osservatore Romano, su www.osservatoreromano.va. URL consultato il 6 giugno 2024.
42. ↑  Lisa Cremaschi, Detti e fatti di donne del deserto, Edizioni Qiqajon (Comunità di Bose), 2018, ISBN 9788882275303
43. ↑   Agostino Trapè, S. Agostino: introduzione alla dottrina della grazia, Città Nuova, 1º gennaio 1987, ISBN 978-88-311-3402-6. URL consultato il 20 gennaio 2017.
44. ↑  Isidoro, Synonima
45. ↑  Atti ufficiali del Concilio di Mâcon
46. ↑  Si veda il capitolo "Il cristianesimo ha liberato le donne", in Un lungo Medioevo, edizioni Dedalo 2006 - ISBN 88-220-0564-3 (in origine intervista a J.Le Goff ad opera di Véronique Sales per la rivista L'Histoire nº 241, marzo 2000). Ampi stralci sono qui riprodotti
47. ↑  Jules Michelet, Giovanna d'Arco, Napoli, FILEMA edizioni, 2000, ISBN 88-86358-39-3
48. ↑  Régine Pernoud; Marie-Véronique Clin, Giovanna d'Arco, Roma, Città Nuova Editrice, 1987. ISBN 88-311-5205-X
49. ↑   Gen 2,22-23, su La Parola - La Sacra Bibbia in italiano in Internet.
50. ↑   Gen 2,18, su La Parola - La Sacra Bibbia in italiano in Internet.
51. ↑   Gen 3,16, su La Parola - La Sacra Bibbia in italiano in Internet.
52. ↑   1Tm 2,12, su La Parola - La Sacra Bibbia in italiano in Internet.
53. ↑   1Cor 11,7, su La Parola - La Sacra Bibbia in italiano in Internet.
54. ↑  Giovanni Invitto, Il Femminile Tra Antropologia E Cristianesimo. La Lettura Di Angela Ales Bello in Segni e comprensione, a. XIX n.s., n. 54 (2005) online[collegamento interrotto]
55. ↑   Pier Giorgio Liverani, Dateli a me. Madre Teresa e l'impegno per la vita, Roma, Città Nuova, 2003, ISBN 88-311-6071-0.
56. ↑   Silvana Bartoli, La "Madalena" di Novara: un convento e una città, Palermo, Sellerio editore, 1995,  p. 16, ISBN 978-88-389-1109-5. URL consultato il 31 gennaio 2017.
57. ↑   Inter Insigniores, su womenpriests.org. URL consultato il 17 ottobre 2008 (archiviato dall'url originale il 31 ottobre 2008).
58. ↑   Angelus, 10 settembre 1978 | Giovanni Paolo I, su www.vatican.va. URL consultato il 2 maggio 2021.
59. ↑  Adriana Valerio, Donne e Chiesa. Una storia di genere, Carocci, Roma2016 , pag. 180.
60. ↑   Lettera apostolica Mulieris dignitatem, su w2.vatican.va. URL consultato il 7 novembre 2017.
61. ↑  Ordinatio Sacerdotalis, Giovanni Paolo II, 22 maggio 1994 - Lettera Apostolica
62. ↑   "Lettera ai Vescovi  della Chiesa Cattolica sulla collaborazione dell'uomo e della donna nella Chiesa e nel mondo" su vatican.va, su vatican.va. URL consultato il 20 ottobre 2014.
63. ↑   "Lettera Apostolica per la proclamazione di Ildegarda di Bingen a Dottore della Chiesa" su vatican.va, su vatican.va. URL consultato il 20 ottobre 2014.
64. ↑   Francesco, Evangelii gaudium, Roma, libreria editrice vaticana, 2013. URL consultato il 20 ottobre 2014.
65. ↑  Pope Francis gives women historic right to vote at meeting, BBC news, 27 aprile 2023.